# Чмирівка (Старобільський район)
Чмирі́вка — село в Україні, адміністративний центр однойменної сільської громади Старобільського району Луганської області. Населення становить 4293 особи.

## Новітня історія
Село постраждало внаслідок геноциду українського народу, вчиненого урядом СРСР у 1932—1933 роках, кількість встановлених жертв — 287 людей.
В селі був похований, як невідомий, старший сержант Віктор Кумецький (* 11.2.1973), доброволець, батальйон «Айдар», загинув 5 вересня 2014 року біля села Металіст Старобільського району.

## Населення

### Мова
Розподіл населення за рідною мовою за даними перепису 2001 року:
| Мова            | Кількість | Відсоток |
| --------------- | --------- | -------- |
| українська      | 3774      | 87.91%   |
| російська       | 515       | 12.00%   |
| румунська       | 1         | 0.02%    |
| вірменська      | 1         | 0.02%    |
| ромська         | 1         | 0.02%    |
| інші/не вказали | 1         | 0.03%    |
| Усього          | 4293      | 100%     |

## Відомі земляки
- Архієпископ Білоцерківський Олександр (Решетняк), голова ВЗЦЗ, УПЦ КП.

### Поховані
- Веремеєнко Олександр Юрійович (1996—2017) — матрос Військово-морських сил Збройних сил України. Учасник російсько-української війни.
- Криль Степан Валерійович (1992—2019) — старший матрос Збройних сил України, учасник російсько-української війни.
- Зінченко Богдан Олександрович (07.10.1977 - 14.06.2015)  - солдат 72 ОМБр, учасник російсько-української війни

## Також
- Перелік населених пунктів, що постраждали від Голодомору 1932-1933, Луганська область